# 小諸市立水明小学校
小諸市立水明小学校（こもろしりつすいめいしょうがっこう）は、長野県小諸市諸にある公立小学校。

## 特徴

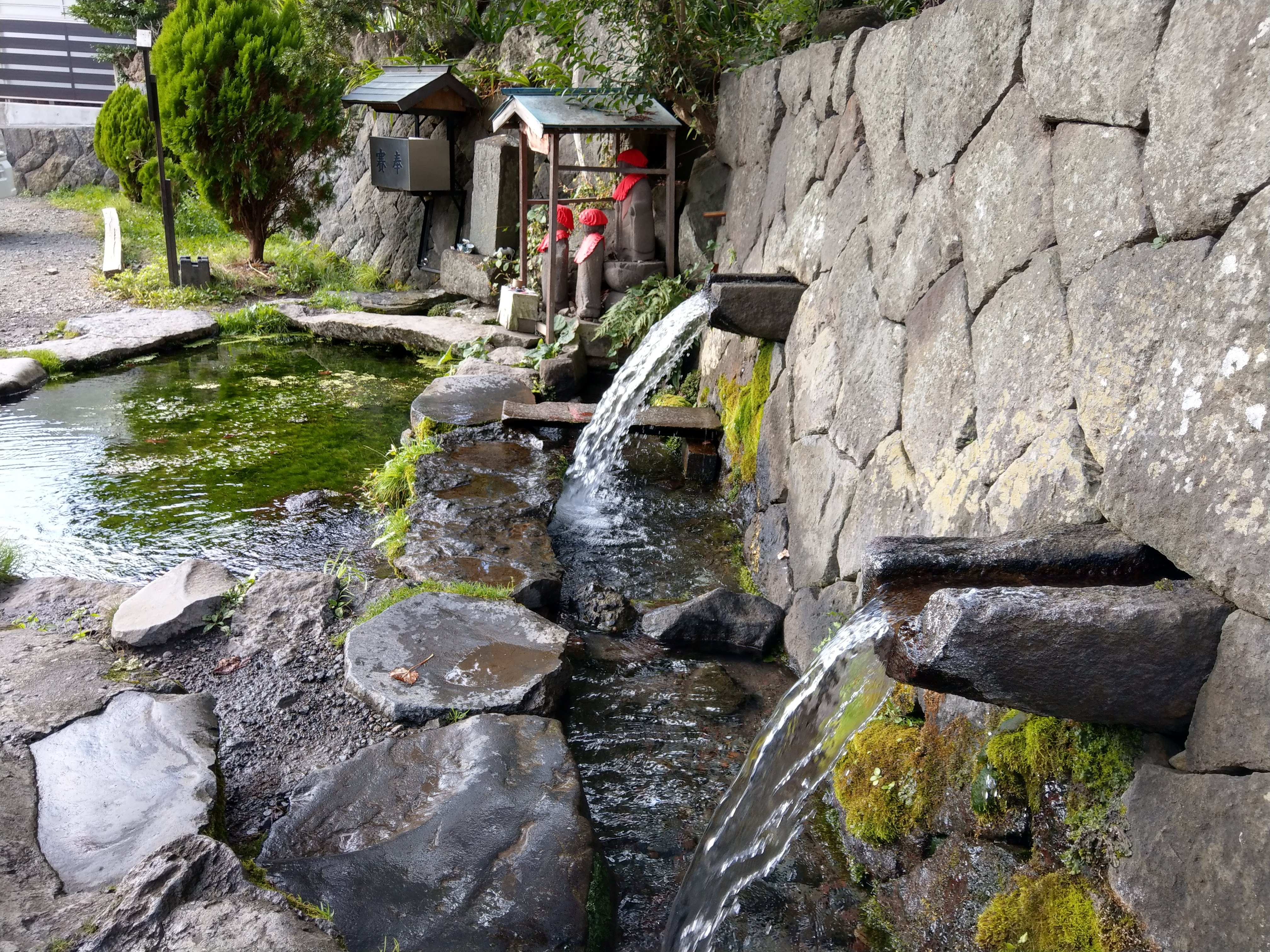
学校の名前の由来となった学校近くの弁天の清水

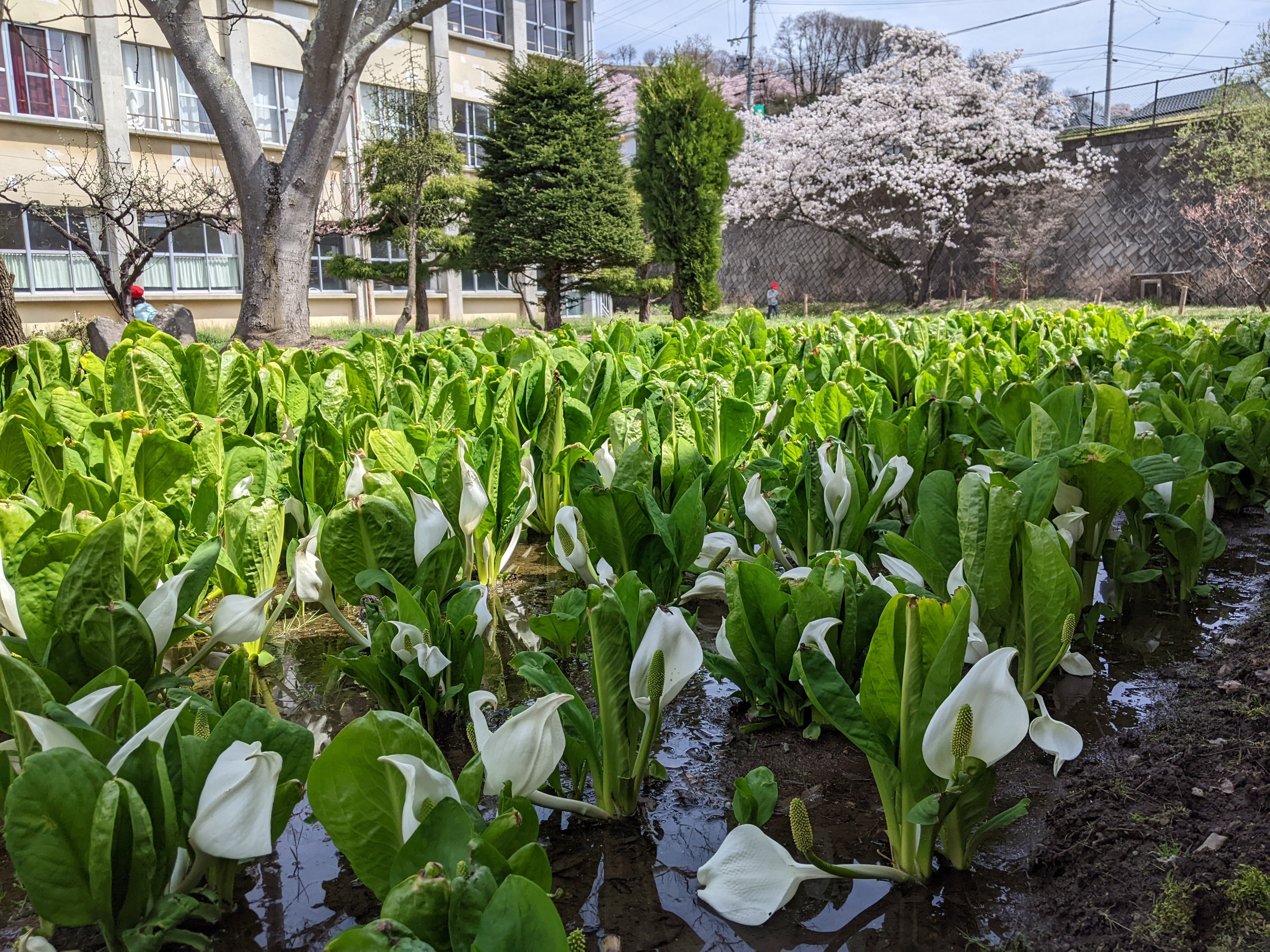
中庭にあるビオトープでは、菱野の湧水を使用して水芭蕉が育てられている

学校所在地の諸地区には長野県の名水100選の「弁天の清水」があり、湧き水が豊かで学校名はこれによる。
校庭は小諸市内の小中学校で唯一芝生化されている。
校区の菱野地区には2箇所（大清水・小清水）の湧き水があり、学校専用水道で引水し、校庭の芝の散水、校内のビオトープへの用水を供給している。

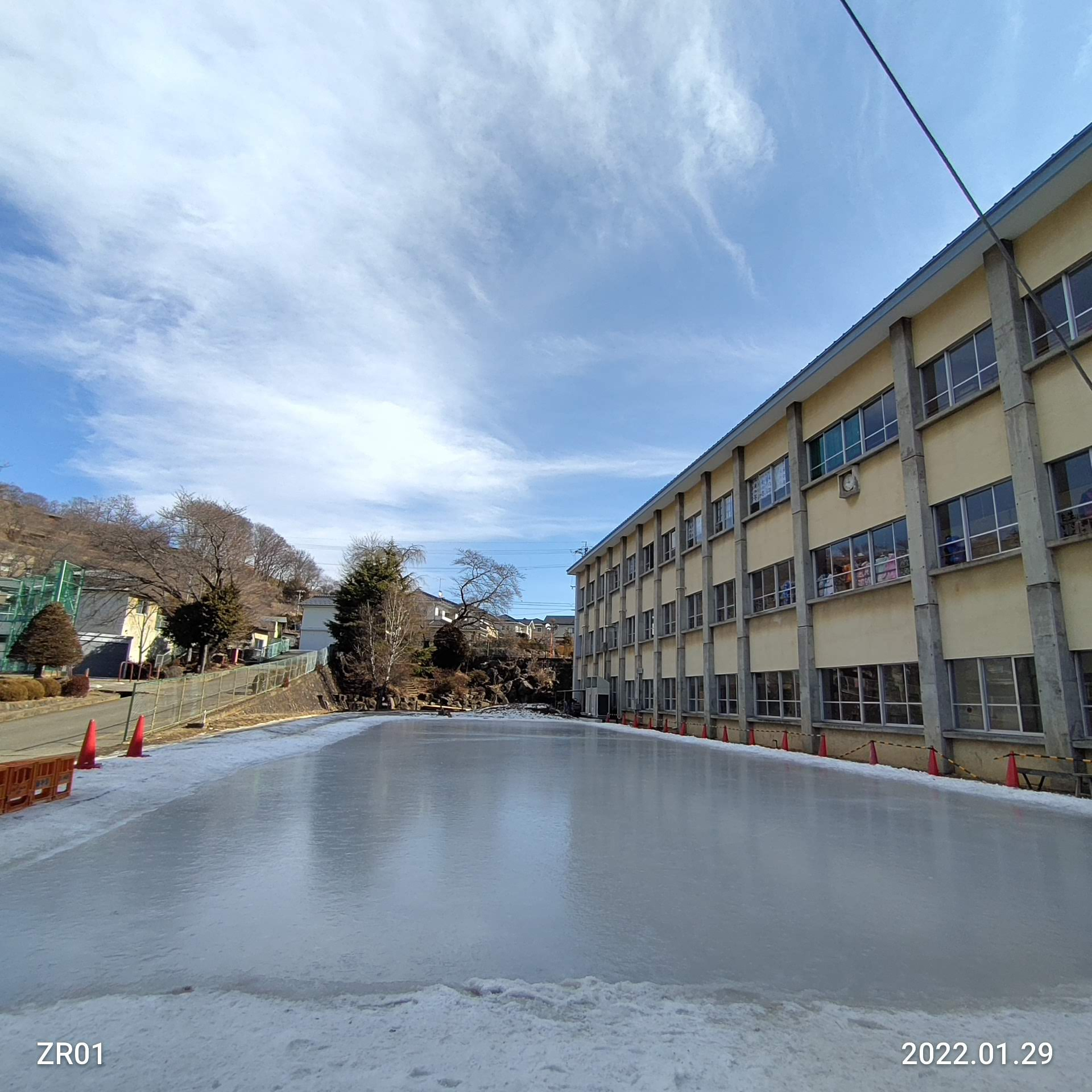
校舎敷地内の田んぼリンク

校舎敷地内に児童が稲を栽培する水田があり、冬はスケートリンクとして体育の授業に利用されている。
学校から富士山が見えるが、浅間山は見えない。

## 沿革
- 1875年（明治8年） - 滝原村に滝原学校が創設される。
- 1877年（明治10年） - 菱平村に健功学校が開校する。
- 1886年（明治19年） - 学区は諸村ほか3か村で、本校を滝原村、支校を菱平村･西原村に置く。（本支校とも簡易科）。
- 1889年（明治22年） - 町村制により、諸村･菱平村･西原村・滝原村を合わせて北佐久郡大里村成立。大里村立大里尋常小学校となる。
- 1941年（昭和16年） - 国民学校となる。
- 1947年（昭和22年） - 新学制の大里小学校となる。
- 1954年（昭和29年） - 大里村が小諸市に合併して市立となる。
- 1975年（昭和50年） - 大里地区、西小諸地区、西部地区の児童が集う水明小学校となる[2]。

## 校歌
- 龍野咲人 作詞[3]　（龍野咲人は上田市出身の詩人でこの地域の校歌の作詞を多く手掛けている。）[4]
- 中田喜直 作曲[3]

## 学区
通学区域は以下の通り
菱野区(湯沢地区を除く)、後平区、諸区、西原区、滝原区、芝生田区、井子区、糠地区、市町区、新町区の一部(大梁地区を除く)、両神区、富士見平区

## 出身者
- 白鳥映雪（日本画家）[6]

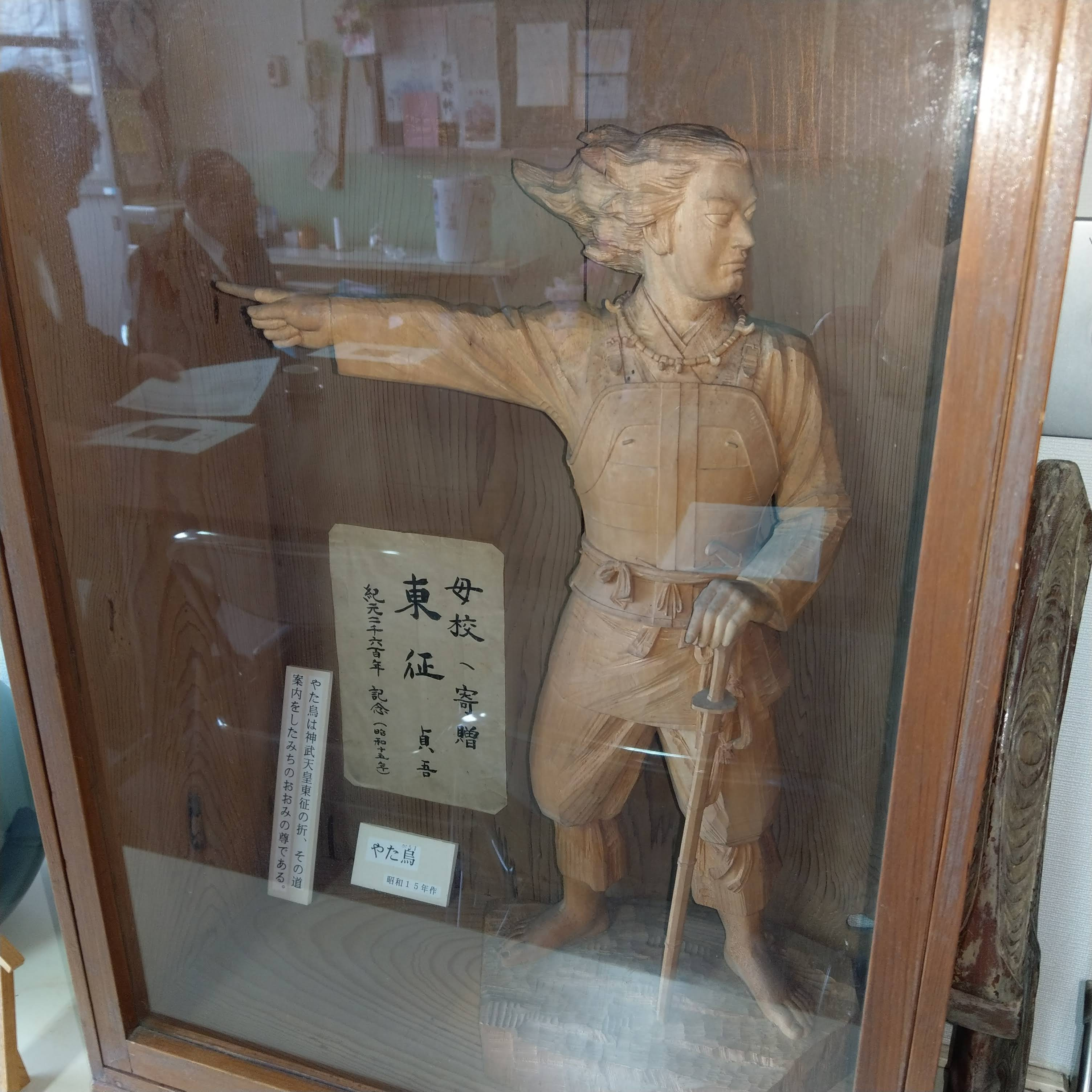
水明小学校に保管展示されている小林貞吾の「八咫烏」

- 水明小学校に保管展示されている小林貞吾の「八咫烏」小林貞吾（彫刻家）　1928（昭和３）年大里尋常高等小学校高等科卒業[7]